# Superettan 2019
La Superettan 2019 è stata la 20ª edizione del secondo livello del campionato di calcio svedese nel suo formato attuale. La stagione è iniziata il 30 marzo e si è conclusa il 3 novembre 2019, prima della coda degli spareggi promozione e retrocessione. A fine stagione il Mjällby e il Varberg sono stati promossi in Allsvenskan, mentre il Frej (dopo aver perso lo spareggio), il Brommapojkarna e il Syrianska sono stati retrocessi in Division 1.

## Formula
Le 16 squadre partecipanti si affrontano in un girone di andata e ritorno, per un totale di 30 giornate.
Le prime due classificate del campionato sono promosse in Allsvenskan.
La terza classificata gioca uno spareggio promozione/retrocessione contro la terzultima classificata dell'Allsvenskan.
La terzultima e la quartultima classificata giocano uno spareggio promozione/retrocessione contro le seconde classificate dei due gironi di Division 1.
Le ultime due classificate sono retrocesse direttamente in Division 1.

## Squadre partecipanti
| Club             | Stagione | Città      | Stadio                                                              | Stagione precedente          |
| ---------------- | -------- | ---------- | ------------------------------------------------------------------- | ---------------------------- |
| Brage            | dettagli | Borlänge   | Domnarvsvallen                                                      | 6º posto in Superettan       |
| Brommapojkarna   | dettagli | Stoccolma  | Grimsta IP                                                          | 14º posto in Allsvenskan     |
| Dalkurd          | dettagli | Uppsala    | Gavlevallen (fino alla 27ª giornata) Studenternas IP (30ª giornata) | 15º posto in Allsvenskan     |
| Degerfors        | dettagli | Degerfors  | Stora Valla                                                         | 7º posto in Superettan       |
| Frej             | dettagli | Täby       | Vikingavallen                                                       | 9º posto in Superettan       |
| GAIS             | dettagli | Göteborg   | Gamla Ullevi                                                        | 10º posto in Superettan      |
| Halmstad         | dettagli | Halmstad   | Örjans Vall                                                         | 5º posto in Superettan       |
| Jönköpings Södra | dettagli | Jönköping  | Stadsparksvallen                                                    | 11º posto in Superettan      |
| Mjällby          | dettagli | Sölvesborg | Strandvallen                                                        | 1º posto in Division 1 Södra |
| Norrby           | dettagli | Borås      | Borås Arena                                                         | 12º posto in Superettan      |
| Syrianska        | dettagli | Södertälje | Södertälje Fotbollsarena                                            | 2º posto in Division 1 Norra |
| Trelleborg       | dettagli | Trelleborg | Vångavallen                                                         | 16º posto in Allsvenskan     |
| Varberg          | dettagli | Varberg    | Påskbergsvallen                                                     | 14º posto in Superettan      |
| Västerås SK      | dettagli | Västerås   | Solid Park Arena                                                    | 1º posto in Division 1 Norra |
| Örgryte          | dettagli | Göteborg   | Gamla Ullevi                                                        | 4º posto in Superettan       |
| Öster            | dettagli | Växjö      | Myresjöhus Arena                                                    | 8º posto in Superettan       |

## Classifica finale
|  | Pos. | Squadra          | Pt | G  | V  | N  | P  | GF | GS | DR  |
|  | ---- | ---------------- | -- | -- | -- | -- | -- | -- | -- | --- |
|  | 1.   | Mjällby          | 57 | 30 | 17 | 6  | 7  | 44 | 31 | +13 |
|  | 2.   | Varberg          | 55 | 30 | 15 | 10 | 5  | 49 | 27 | +22 |
|  | 3.   | Brage            | 54 | 30 | 16 | 6  | 8  | 54 | 33 | +21 |
|  | 4.   | Jönköpings Södra | 52 | 30 | 15 | 7  | 8  | 52 | 31 | +21 |
|  | 5.   | Degerfors        | 51 | 30 | 15 | 6  | 9  | 46 | 34 | +12 |
|  | 6.   | Halmstad         | 46 | 30 | 14 | 4  | 12 | 45 | 34 | +11 |
|  | 7.   | Örgryte          | 46 | 30 | 12 | 10 | 8  | 43 | 37 | +6  |
|  | 8.   | Dalkurd          | 44 | 30 | 13 | 5  | 12 | 43 | 47 | -4  |
|  | 9.   | Norrby           | 42 | 30 | 11 | 9  | 10 | 43 | 43 | 0   |
|  | 10.  | Västerås SK      | 34 | 30 | 8  | 10 | 12 | 41 | 40 | +1  |
|  | 11.  | Trelleborg       | 32 | 30 | 7  | 11 | 12 | 34 | 47 | -13 |
|  | 12.  | GAIS             | 32 | 30 | 8  | 8  | 14 | 23 | 40 | -17 |
|  | 13.  | Öster            | 29 | 30 | 6  | 11 | 13 | 32 | 43 | -11 |
|  | 14.  | Frej             | 29 | 30 | 7  | 8  | 15 | 35 | 55 | -20 |
|  | 15.  | Brommapojkarna   | 28 | 30 | 6  | 10 | 14 | 38 | 49 | -11 |
|  | 16.  | Syrianska        | 25 | 30 | 6  | 7  | 17 | 29 | 60 | -31 |

Legenda:
      Promosse in Allsvenskan
 Ammesse agli spareggi
      Retrocesse in Division 1
Note:
Tre punti a vittoria, uno a pareggio, zero a sconfitta.

## Spareggi

### Spareggi per la Superettan 2020
|                 | Risultati |                 | Luogo e data                |
| --------------- | --------- | --------------- | --------------------------- |
| Landskrona BoIS | 1 - 1     | Öster           | Landskrona, 7 novembre 2019 |
| Öster           | 1 - 0     | Landskrona BoIS | Växjö, 10 novembre 2019     |
|                 |           |                 |                             |
| Umeå FC         | 1 - 1     | Frej            | Umeå, 7 novembre 2019       |
| Frej            | 2 - 2     | Umeå FC         | Täby, 10 novembre 2019      |
|                 |           |                 |                             |

## Statistiche

### Individuali

#### Classifica marcatori[3]
| Gol | Rigori |  | Giocatore              | Squadra          |
| --- | ------ |  | ---------------------- | ---------------- |
| 20  | 3      |  | Erik Björndahl         | Degerfors        |
| 19  | 7      |  | Rasmus Wiedesheim-Paul | Halmstad         |
| 15  |        |  | Astrit Selmani         | Varberg          |
| 15  | 3      |  | Christian Kouakou      | Brage            |
| 15  | 4      |  | Edin Hamidovic         | Jönköpings Södra |
| 12  |        |  | Gustav Ludwigson       | Örgryte          |
| 12  | 3      |  | Anton Lundin           | Brage            |
| 10  |        |  | Ahmed Awad             | Dalkurd          |
| 10  |        |  | Daryl Smylie           | Jönköpings Södra |
| 10  |        |  | Bubacarr Jobe          | Mjällby          |
| 9   | 1      |  | Kerfala Cissoko        | Dalkurd          |
| 9   | 3      |  | Karwan Safari          | Västerås SK      |
| 8   |        |  | Robin Strömberg        | Norrby           |
| 8   |        |  | Jacob Bergström        | Mjällby          |
| 8   | 1      |  | Dijan Vukojevic        | Norrby           |
| 8   | 4      |  | Nahom Girmai           | Varberg          |
| 8   | 5      |  | Alexander Jallow       | Jönköpings Södra |